# Kościół św. Szymona z Lipnicy w Lipnicy Murowanej
Kościół św. Szymona z Lipnicy – znajdujący się w województwie małopolskim, w powiecie bocheńskim, w gminie Lipnica Murowana, w Lipnicy Murowanej.

## Historia
Parafialny, kościół wotywny, wzniesiony na miejscu domu, w którym urodził się późniejszy św. Szymon z Lipnicy.
Niewielki, murowany kościół został zbudowany w latach 1636–1648 za namową króla Władysława IV Wazy, w fundacji Stanisława Lubomirskiego (ówczesnego dzierżawcy Lipnicy) i mieszczan lipnickich, jako wotum wdzięczności za zwycięstwo armii polskiej (dowodzonej po śmierci Chodkiewicza przez Lubomirskiego) nad wojskami tureckimi w 1621 r. w bitwie pod Chocimiem. Został przebudowany w latach 1964–1966 dzięki ofiarności lipniczan z Ameryki oraz dzięki wkładowi i staraniem ks. prałata Franciszka Bardla w 50. lecie jego kapłaństwa.

## Architektura
Budowla jednonawowa, bezwieżowa, jedynie z sygnaturką na kalenicy dwuspadowego dachu, prezentuje styl wczesnobarokowy. Ołtarz główny, w stylu rokokowo-neogotyckim, pochodzi z 1860 roku. Znajduje się w nim obraz przedstawiający późniejszego św. Szymona z drugiej poł. XVI w. Dwa ołtarze boczne, w stylu ludowego rokoka, pochodzą z XVIII w. Organy wybudowano w XIX wieku.
Przy kościele studnia (pierwotnie z XVI w.), z której woda słynie - według legendy - jako uzdrawiająca oczy, uszy, gardło oraz niepłodność u kobiet.
Przed kościołem, włączona w jego ogrodzenie, murowana dzwonnica parawanowa z dwoma dzwonami, pełniąca jednocześnie funkcję bramy wejściowej.
Na niewielkim placyku przed kościołem, już poza jego ogrodzeniem, znajduje się pomnik króla Władysława Łokietka, który w 1326 r. nadał Lipnicy prawa miejskie.

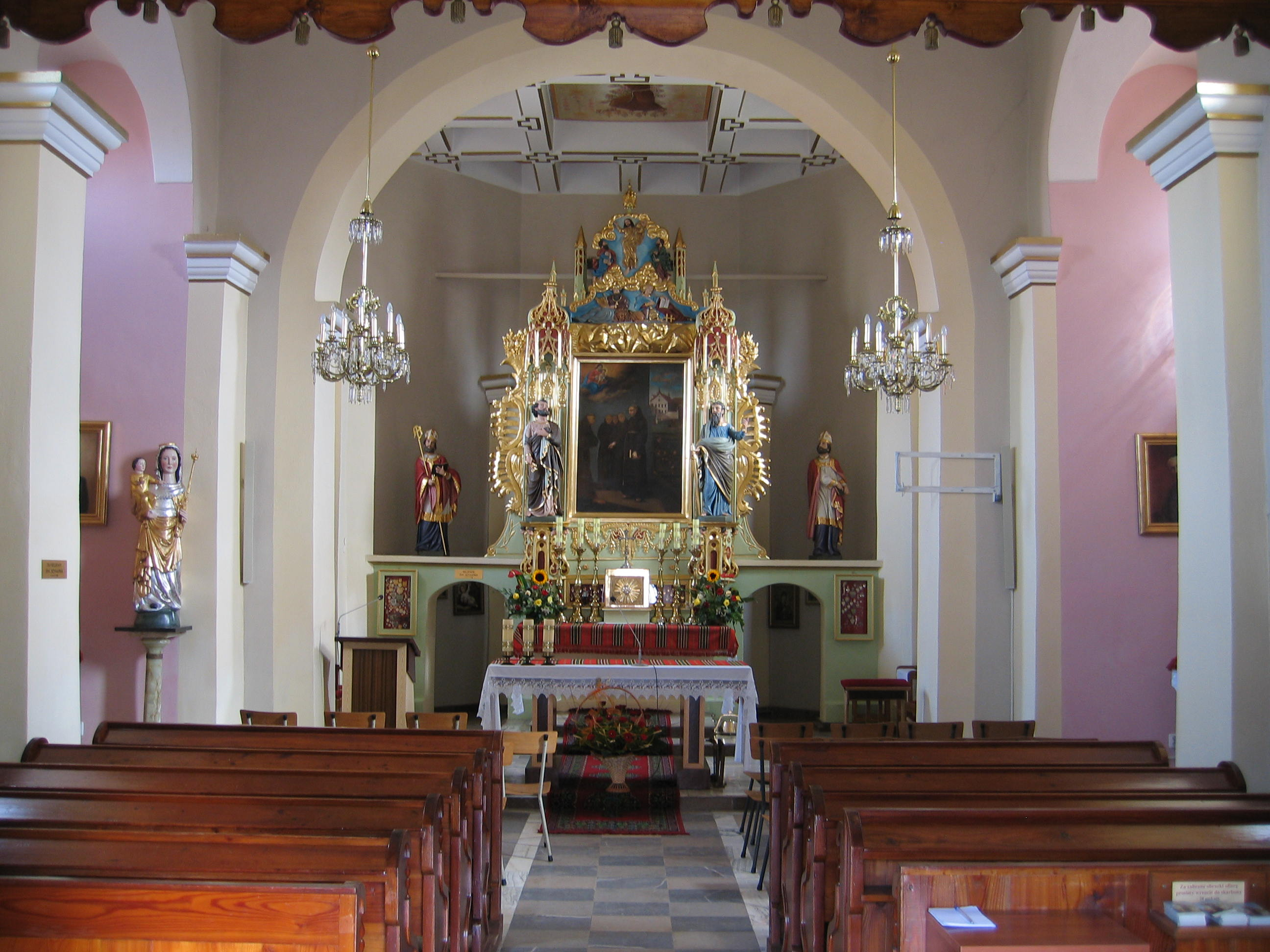
Wnętrze kościoła.